# Eleocharis fallax
Eleocharis fallax är en halvgräsart som beskrevs av Charles Alfred Weatherby. Eleocharis fallax ingår i släktet småsäv, och familjen halvgräs. Inga underarter finns listade i Catalogue of Life.